# أوليفر ووترمان لاركن
أوليفر ووترمان لاركن (بالإنجليزية: Oliver Waterman Larkin)‏ هو مؤرخ الفن ومؤرخ أمريكي، ولد في 17 أغسطس 1896 في ميدفورد في الولايات المتحدة، وتوفي في 17 ديسمبر 1970.